# Fuerza Aérea del Ejército de Nicaragua
La Fuerza Aérea del Ejército de Nicaragua es la rama aérea del Ejército de Nicaragua y forma parte de Fuerzas Armadas de Nicaragua.
La Fuerza Aérea del Ejército de Nicaragua tiene como principal tarea: Defensa de la Soberanía e integridad territorial. Vigilancia y protección del espacio aéreo y marítimo. Apoyo a las tropas Terrestres y Navales. Lucha contra el Narco tráfico. Apoyo a la población ante desastres Naturales y antropogénicos y acciones de Búsqueda Salvamento y Rescate. Apoyo a instituciones y otros sectores que llevan a cabo tareas de acción social o encaminada al desarrollo estratégico de nuestro país

## Historia
Fue fundada como "cuerpo de aviación" de la Guardia Nacional de Nicaragua en 1938 durante la ocupación militar o intervención militar estadounidense que inició en 1912 y concluyó en enero de 1933.
Tras la fallida Invasión de bahía de Cochinos en 1961, la FAN recibió del gobierno estadounidense de 4 a 6 aviones AT-33A. En 1979, tras el triunfo de la Revolución Nicaragüense fueron retirados de servicio y uno de ellos estuvo expuesto en los jardines de la FAS-DAA.
En 1964, la FAN reemplazó con T-28 toda su flota de P-51D Mustang: 26 comprados a Suecia en 1954 y 30 a Estados Unidos
La Fuerza Aérea del Ejército de Nicaragua se fundó el 31 de julio de 1979, con el nombre de Fuerza Aérea Sandinista y Defensa Antiaérea (FAS-DAA). Se conformó con algunas aeronaves abandonadas por la Fuerza Aérea Nicaragüense (FAN) de la extinta Guardia Nacional. Un año más tarde, se adquirieron helicópteros de tipo MI-8, de fabricación soviética, que fueron utilizados en apoyo a las actividades de la Gran Cruzada Nacional de Alfabetización.
En 1981, la FAS-DAA adquirió aeronaves de ala fija de tipo AN-2. Luego, entre 1982 y 1984, la FAS-DAA adquirió helicópteros de tipo BELL UH-1H, de fabricación estadounidense, Marcheti SIAISF-360 y Alouette, de fabricación francesa. Para 1984, ya se contaba con helicópteros tipo MI-8, MI-17, MI-25, MI 2, aviones AN-26 y AN-2.
A inicios de 1990, y una vez finalizado el conflicto armado y alcanzada la Paz, la Fuerza Aérea sufrió en sus estructuras una severa reducción de sus fuerzas y medios; se revisaron los nuevos conceptos doctrinarios y el empleo del arma ante los nuevos roles y misiones, participando activamente en operaciones en contra del narcotráfico y la pesca ilegal. Se le asignó un papel preponderante a las misiones relacionadas con el auxilio de la población afectada por desastres naturales o antropogénicos
La Fuerza Aérea del Ejército de Nicaragua, con el empleo de las fuerzas y medios de radiolocalización, ha ejercido la vigilancia y control del espacio aéreo nacional, control de pistas y aeropuertos, lo que permitió la detección y captura de 19 aeronaves ilegales desde el año 1984. Se ha asegurado el ejercicio de la soberanía, sobrevolando los espacios aéreos y marítimos, en cumplimiento a la Misión Paz y Soberanía General Augusto C. Sandino. Realizó 86.872 horas vuelo, transportando a 1.381.606 personas y 26.778.303 libras de carga de todo tipo. En soporte de la Empresa Administradora de Aeropuertos Internacionales se aseguró los servicios de información de vuelo, atendiendo 18.480 vuelos nacionales e internacionales. El Destacamento de Protección y Seguridad Aeroportuaria, Coronel Sócrates Sandino Tiffer, cumplió misiones en el Sistema 
Nacional Aeroportuario del país y presencia en el Augusto C. Sandino. La ejecución del Plan Nacional de Seguridad de la Aviación Civil ha contribuido a mantener la certificación de aeropuerto seguro con base en las normas de la OACI. Durante el último año se realizaron inspecciones a: 288.796 bultos en aerolíneas comerciales de carga, 35 bultos sospechosos y 12.084 cargas en aerolíneas comerciales de pasajeros. Se cumplieron 701 horas de protección a aeronaves, 1.802 patrullas perimetrales y 30 coberturas de actividades especiales.

## Personal activo
Con 2.000 hombres como personal activo, la Fuerza Aérea nicaragüense dispone del equipamiento siguiente:

## Equipamiento
| Aeronave                                | Imagen                                  | Origen                                  | Tipo                                        | Variante                                | Número                                        | Notas |
| Aeronave de vigilancia y reconocimiento | Aeronave de vigilancia y reconocimiento | Aeronave de vigilancia y reconocimiento | Aeronave de vigilancia y reconocimiento     | Aeronave de vigilancia y reconocimiento | Aeronave de vigilancia y reconocimiento       | Aeronave de vigilancia y reconocimiento |
| --------------------------------------- | --------------------------------------- | --------------------------------------- | ------------------------------------------- | --------------------------------------- | --------------------------------------------- | --- |
| Cessna 337                              |                                         | Estados Unidos                          | enlace                                      | O-2A/B                                  | 8                                             | 10 entregados |
| Transporte                              |                                         |                                         |                                             |                                         |                                               | |
| Antonov An-26 Curl                      |                                         | Rusia                                   | utilitario                                  | An-26C Curl                             | 11                                            | 5 de ellos adquiridos en el 1984, 2 entregados por Rusia en 2018 y 4 entregados en 2025 |
| Cessna 421                              |                                         | Estados Unidos                          | trasporte de personal                       | 421B Golden Eagle                       | 1                                             | |
| Cessna 404                              |                                         | Estados Unidos                          | enlace                                      | Titán                                   | 2                                             | |
| Piper PA-28                             |                                         | Estados Unidos                          | transporte                                  | Piper PA-28-235 Cherokee                | 2                                             | |
| Helicópteros                            |                                         |                                         |                                             |                                         |                                               | |
| Mil Mi-17                               |                                         | Rusia                                   | utilitario / transporte                     | Mil mi-17V-5/ Mi-171                    | 17                                            | 15 Mil Mi-17 y 2 Mil Mi-171 Operativos a 2025. un número desconocido de naves en almacén |
| Mil Mi-8                                |                                         | Rusia                                   | Extinción de incendios/Transporte artillado | Mi-8 MTV-1                              | 4 (sin confirmar)                             | 1 de ellos especializado para incendios. 3 para transporte artillado. un número desconocido de naves en almacén |
| Mil Mi-24                               |                                         | Rusia                                   | ataque                                      | Mil Mi-25 Hind-E                        | 2 (12 Mil Mi-25 Hind-E + 16 Mil Mi-24 Hind D) | en 1992 se vendieron y dieron de baja varios en el país, permanente: 1 como monumento. Un número considerable de naves en almacén según la fuerza aérea, con estimaciones históricas es probable que 36 naves en distintos estados |
| Entrenamiento                           |                                         |                                         |                                             |                                         |                                               | |
| Cessna 172                              |                                         | Estados Unidos                          | entrenamiento                               |                                         | 7                                             | al menos 2 operativos |
| Robinson R44                            |                                         | Estados Unidos                          | entrenamiento                               |                                         | 1                                             | |